# فورد هند
فورد هند (به انگلیسی: Ford India) شرکت خودروسازی هندی است، که زیرمجموعه‌ای از شرکت فورد می‌باشد و هم‌اکنون مدل‌هایی چون: فورد فیگو، فورد موندئو، فورد فوژن (اروپا)، فورد اکواسپورت، فورد اج، فورد اکواسپورت و فورد آی‌کان را تولید می‌کند.
شرکت فورد هند در سال ۱۹۹۵ تحت نام ماروتی فورد راه‌اندازی شد. دفتر مرکزی این شرکت در شهر تامیل نادو، هند قرار دارد و کارخانه مرکزی آن در ۴۵ کیلومتری شهر چنای مستقر می‌باشد. شرکت فورد هند همچنین مالک شبکه‌ای از ۲۶۰ عامل مجاز فروش و ارائه خدمات پس از فروش در ۲۳ شهر هند می‌باشد. این شرکت ۴۰٪ درصد از خودروهای تولید شده خود را به ۳۵ کشور صادر می‌نماید.